# Joanjo Garcia Navarro
Joanjo Garcia Navarro   (València, 1977) és un escriptor del barri d'Orriols de la ciutat de València. Va exercir com a professor d'ensenyament secundari. Ha col·laborat amb els mitjans de counicació L'Accent, Vilaweb, i Enderrock, entre d'altres. Va començar la seua carrera com a novel·lista l'any 2012 amb Quan caminàrem la nit, obra que va rebre el XVIII Premi Enric Valor de Novel·la en Valencià que concedeix la Diputació d'Alacant. També ha col·laborat com a lletrista amb Borja Penalba, Mireia Vives o Miquel Gil.

## Obra
- 2013: Quan caminàrem la nit, XVIII Premi Enric Valor de Novel·la en Valencià[3]
- 2015: Aquell agost amb punt final
- 2015: Tota la terra és de vidre, XXVII Premi de Narrativa «Antoni Bru»[4]
- 2015: El temps és mentida, XXVII Premi de Novel·la Ciutat d'Alzira[5]
- 2016: Arribarà el dematí[1]
- 2018: La pornografia de les petites coses (Sembra Llibres)[6]
- 2018: Heidi, Lenin i altres amics, Premi València de narrativa de la Institució Alfons El Magnànim
- 2019: Insurrectes de res.
- 2020: Quan s'apague la llum
- 2021: Els adeus del Jaguar, Premi Bancaixa de narrativa juvenil[7]
- 2022: El fantasma de Quiríac